# Декларація про боротьбу за звільнення України
«Деклара́ція про боротьбу́ за зві́льнення Украї́ни» — документ у формі звернення Верховної Ради України до міжнародного співтовариства з приводу подій у Криму, прийнятий 20 березня 2014 року.

## Передісторія
Кримські події виникли на тлі протистоянь 18-20 лютого у Києві та регіонах України, що призвели до усунення з поста Президента України Віктора Януковича та затвердження нового Кабінету Міністрів на чолі з Арсенієм Яценюком.
У ніч на 27 лютого 2014 будівлі Верховної Ради та Уряду АР Крим захопили озброєні російські диверсанти та встановили на будівлях російські прапори.
Протягом наступних днів відбувалася лавиноподібна ескалація конфлікту силами російських ЗС у формі без розпізнавальних знаків, кримської «самооборони», козачих загонів і російських «туристів», що діяли в екстремістському ключі.
Президент Росії Володимир Путін подав на розгляд Ради Федерації РФ звернення щодо використання російських збройних сил на території України до «стабілізації» суспільно-політичної обстановки у державі, яке і було підтримано одноголосно 1 березня.
11 березня Верховною Радою АР Крим прийнята Декларація незалежності Автономної Республіки Крим та міста Севастополь. Вона проголошує Автономну Республіку Крим включно з містом Севастополь суверенною державою.
16 березня відбувся невизнаний українською владою і міжнародним співтовариством (крім Росії) т. зв. «референдум про статус Криму», в ході якого за «входження Криму до складу РФ як суб'єкта Федерації» нібито проголосувало 95,5% виборців при явці 82,7%.
18 березня влада самопроголошеної Республіки Крим і президент Росії Володимир Путін підписали договір про вступ Криму та Севастополя до Російської Федерації.
Того ж дня, під час штурму російськими окупантами фотограметричного центру Управління центрального військово-топографічного та навігаційного ГУ ВСУ в Сімферополі, прямим влученням в область серця був убитий український військовослужбовець.

## Прийняття Декларації
Автором законопроєкту № 4498 від 19.03.2014 [Архівовано 23 березня 2014 у Wayback Machine.] є Голова парламенту, в.о. Президента України О. Турчинов.
Декларацію підтримали 274 народних депутати, у тому числі:
| Фракція | Фракція                       | За  | Проти | Утрималося | Не голосувало | Відсутні |
| ------- | ----------------------------- | --- | ----- | ---------- | ------------- | -------- |
|         | Партія регіонів               | 29  | 0     | 0          | 4             | 87       |
|         | ВО «Батьківщина»              | 76  | 0     | 0          | 3             | 3        |
|         | УДАР                          | 31  | 0     | 0          | 1             | 9        |
|         | Суверенна європейська Україна | 32  | 0     | 0          | 1             | 3        |
|         | ВО «Свобода»                  | 32  | 0     | 0          | 0             | 1        |
|         | Комуністична партія України   | 0   | 0     | 0          | 15            | 17       |
|         | Економічний розвиток          | 32  | 0     | 0          | 3             | 1        |
|         | Позафракційні                 | 42  | 0     | 0          | 2             | 15       |
| Загалом | Загалом                       | 274 | 0     | 0          | 29            | 136      |

## Зміст Декларації
У документі фіксується, що 18 березня 2014 року Президент Російської Федерації поставив підпис під так званим «Договором про входження Республіки Крим та міста Севастополя до Російської Федерації». У помпезній атмосфері Георгіївського залу Кремля з відвертим викликом усьому світові Росія зухвало порушила не тільки чинне законодавство суверенної України, але й фундаментальні норми міжнародного права.
Також згадано горезвісну доктрину «приростання руського світу».
Верховна Рада України звернула увагу урядів та парламентів світу, міжнародних організацій та світової громадськості, що український народ ніколи не визнає анексію невід'ємної частини своєї території — Автономної Республіки Крим, захопленої Росією з брутальним порушенням фундаментальних норм міжнародного права та загальновизнаних принципів співжиття держав.
Верховна Рада України звернулася до всіх членів міжнародного співтовариства з наполегливим проханням утриматись від міжнародного визнання так званої «Республіки Крим» та анексії Криму та міста Севастополь.
Від імені народу України Верховна Рада України заявила, що Крим був, є та буде в складі України. Український народ ніколи і за жодних умов не припинить боротьбу за звільнення Криму від окупантів, якою б важкою і тривалою вона не була.
Верховна Рада України висловила впевненість, що «Україна переможе, бо з нами Бог і правда».